# 道の駅霊山たけやま
道の駅霊山たけやま（みちのえき れいざんたけやま）は、群馬県吾妻郡中之条町にある群馬県道53号中之条湯河原線の道の駅である。

## 施設
- 駐車場
  - 普通車：74台
  - 大型車：2台
  - 身体障害者用：2台
- トイレ
  - 男：10器
  - 女：7器
  - 身体障害者用：2器
- たけやま館
  - 農産物直売所
  - そば打ち体験
- そば処けやき
- こども館
- ぼうけん砦

## 休館日
- 毎週水曜日（祝日の場合は翌日木曜日）
- 12月29日 - 12月30日

## 道路
- 群馬県道53号中之条湯河原線

## 周辺
- 嵩山（嶽山城跡）
- 親都神社
- 薬王園
- 伊参スタジオ公園
- 吾妻広域町村圏振興整備組合立中之条病院
- 国道145号
- 国道353号